# Chrudimka
De Chrudimka is een zijrivier van de Elbe in Tsjechië. De Chradimka ontspringt in de Saarer Berge (Žďárské vrchy) op een hoogte van 700 meter en mondt bij Pardubice uit in de Elbe. Het stroomgebied bedraagt 870 km².

## Naam
De rivier werd vroeger ook wel Ohebka of Kamenice genoemd.
- Nationale Bibliotheek van Tsjechië: ge137796
- Virtual International Authority File: 305352911